# Сухореченский (Челябинская область)
Сухоре́ченский — посёлок в Карталинском районе Челябинской области России. Административный центр Сухореченского сельского поселения.

## География
Через посёлок протекает река Сухая. Расстояние до районного центра города Карталы 26 км.

## Население
| 2002 | 2010 |
| ---- | ---- |
| 763  | ↘715 |

По данным Всероссийской переписи, в 2010 году численность населения посёлка составляла 715 человек (341 мужчина и 374 женщины).

## Улицы
Уличная сеть посёлка состоит из 9 улиц.